# Grödingebanan
Grödingebanan är en 31 kilometer lång del av järnvägslinjen Västra stambanan. Den går från Järna i östra delen av Södermanland, genom utkanten av Södertälje via Igelstabron och Södertälje Syd till Flemingsberg i södra delarna av Stockholms tätort. Banan har fått sitt namn genom att den passerar Grödinge socken mellan Stockholm och Södertälje. Den äldre banan har en något mer nordlig sträckning och går via bland annat centrala delarna av Rönninge, Tumba och Tullinge.

## Bakgrund
Redan under 1970-talet gjordes en utredning av Statens Järnvägar om en ny dubbelspårsbana söder om nuvarande Grödingebanan. Den nya banan skulle inte passera Södertälje Södra utan istället ansluta sig direkt till Järna, där en ny fjärrtågstation skulle anläggas. Resenärer från Södertälje skulle då åka en speciell buss till den nya fjärrtågstationen. Bron skulle gå över vid Fläsklösa. Alternativet övergavs senare.
Grödingebanan byggdes främst av två anledningar: dels för att korta restiderna jämfört med den gamla mycket krokiga bansträckningen, dels för att ge plats åt fler tåg. Fjärrtågen sparar cirka 7 minuter jämfört med den gamla sträckningen. Förseningsrisken har också minskat (till exempel om ett fjärrtåg mot Stockholm kom sent till Södertälje så att det hamnade bakom ett pendeltåg i stället för före, ökades förseningen direkt med 5 minuter).
Banan ses som relativt modern så till vida att geometrin är utformad på ett sätt så att banan till stor del är dragen genom tunnlar och på höga viadukter. Södertäljes järnvägsstation för fjärrtågen har flyttats en avsevärd sträcka från stadskärnan (nu cirka 4 km ifrån). Banan är helt byggd för hastigheter på 250 km/h, och detta tillåts numera (längs större delen av banan) som den första banan i Sverige, endast för tåg med lutande vagnskorg. Dock finns inga tåg ännu (gäller fortfarande 2022) som får gå i mer än cirka 205 km/h.
Grödingebanan kostade 2,7 miljarder kronor att bygga, inklusive Igelstabron, Sveriges längsta rena (endast järnväg) järnvägsbro. Att banan är byggd för högre hastigheter än 200 km/h märks på kontaktledningen som till stora delar är av en grövre typ än normalt med kraftigare och robustare armatur för upphängning av kontaktledningen, mycket lik den standard som finns på höghastighetsbanorna i andra länder som t.ex. Tyskland eller Frankrike. Även återledningen samt hjälpkraften utgörs av ett snitt som än så länge enbart finns på denna bana. Den nordliga delen av banan har dock normal kontaktledningsstandard (där tillåts 230 km/h).
Banan öppnades för godstrafik i november 1994 och den 9 januari 1995 invigdes Grödingebanan av kung Carl XVI Gustaf. Efter detta flyttades all persontrafik med fjärr- och regionaltåg över från den gamla sträckan via Södertälje hamn/södra. I dagsläget är det bara pendeltåg (SL) och godståg som nyttjar den gamla sträckningen.
Vid Södertälje Syd ansluter Svealandsbanan från Valskogs station. Det är också den sista gemensamma stationen för tåg från Stockholm som fortsätter på Västra stambanan respektive svänger av söderut längs Nyköpingsbanan mot Åby, även om den senare banan inte börjar förrän efter Järna, där fjärrtågen inte stannar. Vid Södertälje Syd går det även att byta till pendeltåg som trafikerar sträckan Södertälje centrum–Gnesta. Det går också SL-bussar mellan stationen Södertälje Syd och centrala Södertälje.
Banan började planeras på konceptstadium under 1970-talet. Den ursprungliga sträckningen var tänkt att gå betydligt längre söderut än idag, vilket skulle ha inneburit att Södertälje blev utan fjärrtåg från Göteborgs- och Malmö-linjen (Svealandsbanan var ännu inte påkommen).